# Mundkurella kalopanacis
Mundkurella kalopanacis är en svampart som beskrevs av Vánky 1990. Mundkurella kalopanacis ingår i släktet Mundkurella och familjen Urocystidaceae.   Inga underarter finns listade i Catalogue of Life.